# Piermaria Oddone
Piermaria Jorge Oddone (Arequipa, 26 marzo 1944) è un fisico peruviano naturalizzato statunitense di origini italiane, attivo nel campo della fisica sperimentale delle particelle elementari.

## Biografia
Dopo aver conseguito un Bachelor in Science in fisica all'MIT nel 1965, consuegue un PhD dall'Università di Princeton nel 1970.
Dal 1972 lavora per il dipartimento dell'energia statunitense al Lawrence Berkeley National Laboratory. Nel 1987 è nominato direttore della Divisione di fisica ai Laboratori Berkeley e, più tardi, diviene vice-direttore per i programmi scientifici.
Dal 1º luglio 2005 viene nominato direttore del Fermi National Accelerator Laboratory, nel luglio 2010 viene riconfermato per un secondo mandato quinquennale.

## Premi
- Premio Panofsky in fisica sperimentale delle particelle, American Physical Society, 2005, per l'invenzione della B-Factory asimmetrica per la misura precisa della violazione della simmetria CP nei decadimenti dei mesoni B.[4]